# Edwin Charles Tubb
Edwin Charles Tubb (London, 1919. október 15. – London, 2010. szeptember 10.), E. C. Tubb: angol tudományos-fantasztikus író.

## Élete
Londonban született, egész életét ebben a városban töltötte. Felesége Iris Kathleen Smith volt, akivel 1944-ben kötött házasságot. Két lánya született, Jennifer és Linda, akiktől öt unokája származott: John, Alan és Steven Barham, valamint Lisa Elcomb és Julie Hickmott. 
Fiatalon lelkes sci-fi olvasó volt, 1938-ban került kapcsolatba a műfaj többi brit rajongójával. Ezidőtájt kezdett megpróbálkozni az írással is. "Első munkáimat a saját szórakoztatásomra írtam, ezek most tökéletes példái annak, hogyan ne írjak" – nyilatkozta később a New Worlds című lapnak. Amikor első írása, a No Short Cuts megjelent a New Worlds című lapban, s kiderült, hogy különös tehetsége van az íráshoz, feladta addigi szakmáját –  nyomdagépek eladásával foglalkozott –, s teljes egészében az irodalomnak szentelte magát. Hamarosan híressé vált írásainak sokféleségével és kiemelkedően gyors munkatempójával, termékenységével. Az 1950-es években számos tudományos-fantasztikus magazin közölt tőle rövidebb – hosszabb elbeszéléseket, például a Futuristic Science Stories, a Science Fantasy, valamint a Nebula és a Galaxy Science Fiction. 1956-tól az Authentic Science Fiction című magazin szerkesztője volt egészen annak 1957. októberi megszűnéséig. Ebben az időben különösen nehéz feladatnak tartotta, hogy jó írókat találjon a magazin számára, emiatt számos írást ő maga készített el, s ezeket a lapban álnév alatt publikálta. A sci-fi műfajában alkotott legfontosabb munkája a Dumarest-saga, amely rendszeresen 1967 és 1985 közt jelent meg, a két lezáró kötetet 1997-ben és 2008-ban publikálta. Másik nagy munkája, a Cap Kennedy-sorozat 1973 és 1983 közt jelent meg. Tubb élete utolsó évtizedeiben számos, az 1950-es években írt regényét írta át úgy, hogy a 21. század olvasói ízlésének is megfeleljen. A 
Tubb a Heicon, az 1970-ben Heidelbergben megtartott sci-fi világtalálkozó díszvendége volt. Öt alkalommal nyerte el a Nebula Science Fiction Magazine Literary Award-ot (1953 és 1958 közt). 1955-ben vehette át a Cytricon Irodalmi Díj-at, mint a legjobb brit tudományos-fantasztikus író. Lucifer! című elbeszélése nyerte az Európa díj-at 1972-ben. 2010-ben a The Possessed című regénye (az 1959-ben írott Touch of Evil című alkotása átdolgozott verziója) nyerte a Premo Italia Díj-at, a legjobb regény kategóriában.
Legtöbb munkáját írói álnevek alatt jelentette meg, például Gregory Kern, Carl Maddox, Alan Guthrie, Eric Storm és George Holt. Írói munkássága évtizedei alatt összesen 58 különböző álneve volt, ezek közül többet más szerzőkkel közösen használt, például Volsted Gridban (John Russell Fearnnal), Gill Hunt (John Brunnerrel és Dennis Hughesszel), King Lang (George Hay-jal és John W. Jennisonnal), Roy Sheldon (H. J. Campbell-lel). Legismertebb álneve Charles Grey volt, e néven írt munkái igen népszerűek voltak az 1950-es évek első felében.

## Munkássága

### A Dumarest-saga
Tubb legismertebb regénysorozata a Dumarest-saga, egy, a távoli jövőben játszódó regényciklus. A sorozat egy utazó, Earl Dumarest kalandjait meséli el, aki megpróbál hazajutni szülőbolygójára, a Földre a messzi űr egy olyan régiójából, ahol a Föld létezése nem több egy mítosznál. Michael Moorcock véleménye szerint a sorozat első néhány kötete "tudatos utánzása" Leigh Brackett Eric John Sark-történeteinek, de a későbbi kötetekre Tubb egyedülálló történetmesélő stílusa jellemző. Tubb csaknem 40 éven keresztül írta e sorozatot, összesen 33 regény készült el. A harmincharmadik, amely lezárta Dumarest Föld-keresését 2008-ban jelent meg Chicagóban, a Homeworld Press gondozásában. A két rövidebb Dumarest-történet, amely a Fantasy Adventures első (2002) és második (2003) számában jelent meg korábbi, már megjelent, hosszabb történetek kivonatai. 

### Cap Kennedy-sorozat
Tubb másik nagy regényfolyama, a Cap Kennedy egy, a Perry Rhodan-regények stílusában készült űropera. Captain 'Cap' Kennedy egy, a F.A.T.E. (Free Acting Terran Envoy) szolgálatában álló katona, felhatalmazva ítélkezésre, esküdtbírósági szerepre sőt gyilkosságra, valamint arra, hogy bármilyen módon beavatkozzon azokba a történésekbe, amelyek a Terran Sphere (bolygóközi szövetség, középpontjában a Földdel) békéjét fenyegetik. Mordain nevű űrhajóján állandó társai Penza Saratov, a veterán mérnök, a veterán tudós Jarl Luden professzor, az idegen navigátor Veem Chemile, a kaméleon-tulajdonságokkal rendelkező humanoid a Zhelthyana bolygóról. Ő egy ősi faj tagja, akik távoli múltban uralták a galaxist. A különböző rejtélyes szerkezetek, tárgyak felkutatása, amelyeket a Zhelthyana faj hagyott hátra az egyes bolygókon meglehetősen gyakori témaként szolgálnak a sorozat regényei számára. Lester del Rey a sorozat első kötete után "primitívnek és sablonosnak" nevezte a regényt, amely nem különbözik a többi, hasonlóan egy kaptafára készült sorozattól. A következő részek után már kedvezőbben nyilatkozott, elismerve a sorozat színvonalának emelkedését. Tubb mind a 17 megjelent Cap Kennedy regényt Gregory Kern álnév alatt írta. A sorozat kötetei szolgáltak alapul a német Bastei kiadó Commander Scott sorozatához. Ez a sorozat az összes Tubb-regényt tartalmazta, sőt több kiegészítő regény is megjelent e szériában, különböző német szerzők álnevei alatt. A széria úgynevezett romanheft formátumban jelent meg (füzetes, egyszerűbb változata a nagyobb regényeknek). 1975 és 1976 közt összesen 42 szám került az olvasók elé.

### Alfa holdbázis-sorozat
Tubb hat regényt alkotott Gerry Anderson 1975-ös kultikus sorozata, az Alfa holdbázis epizódjai alapján. Breakaway (1975), Collision Curse (1975) és az Earthbound (2003) 11, a sorozat számára készült forgatókönyv irodalmi feldolgozása, az Alien Seed (1976), Rogue Planet (1976) és az Earthfall (1977, átdolgozott kiadás: 2002) eredeti, a sorozat cselekményén alapuló, az első évadot folytató történet, amely azonban – az Alfa holdbázis második évadának jelentős átdolgozása miatt – nem került megfilmesítésre. Tubb novellája, a Random Sample először a New Writings in SF 29 című, 1976-ban megjelent antológiában került az olvasókhoz, később átdolgozott formában, Dead End címen jelent meg aShepherd Moon című, tematikusan az Alfa holdbázissal foglalkozó antológiában. Az eredeti történetben szereplő Prometheus csillaghajó legénysége az Alfa holdbázis karaktereivel lett behelyettesítve, maga az eredeti novella, a Random Sample pedig Tubb egy nagyon korai, 1951-ben a New Worlds magazine-ben Entrance Exam címen megjelent írásának későbbi átirata. Az Alfa Holdbázis-sorozatból való Tubb eddig egyetlen magyarul megjelent regénye, az Elszakadás (Breakaway, Valhalla Páholy, Budapest, 1993).

### Egyéb sci-fi munkái
Tubb legismertebb önálló (azaz nem egy ciklushoz tartozó) regénye a The Space-Born (1956), amely eredetileg folytatásokban jelent meg a New Worlds Science Fiction Magazine-ben Star Ship címmel. A regény a "többgenerációs csillaghajó" történettípus egyik elismert remeke, egy hatalmas csillaghajó személyzetének tizenhatodik generációjáról szól, akik a hajó 300 éves útján a Földről a Polluxra tartanak. A mű cselekménye egy főszereplőre összpontosít, akinek feladata, hogy mindenkit megsemmisítsen, aki betegség, mentális instabilitás vagy 40 évnél idősebb kor miatt a hajó mikrotársadalmának terhére válhat. Egyéb ismertebb önálló munkái az Alien Dust (1955), amely egy marsi kolónia első 35 évét meséli el, a Moon Base (1964), egy fantasztikus detektívtörténet, amely egy brit holdbázison játszódik, ahol egy biokémiai számítógépet fejlesztenek. Novellagyűjteményei, a Ten From Tomorrow (1966), az A Scatter of Stardust (1972) és a The Best Science Fiction of E. C. Tubb (2003) Tubb novellatermésének javát tartalmazzák, például a The Last Day of Summer (1955), Little Girl Lost (1955), Vigil (1956), The Bells of Acheron (1957), Fresh Guy (1958), The Ming Vase (1963), J is for Jeanne (1965) és az Evane (1973) című írásokat.

### Nem Sci-fi jellegű munkái
A fantasztikus műfajon kívül Tubb írt 11 westerntörténetet, egy klasszikus detektívregényt és egy, az Idegenlégióval foglalkozó művet. Az 1970-es években egy, a Római Birodalommal foglalkozó regénytrilógiát publikált.

### Megfilmesített munkái
Tubb 1955-ben íródott The Space.Born című regényéből a francia televízió készített 90 perces tévéjátékot, amelyet Alain Boudet rendezett Michael Subrela forgatókönyvéből, s 1962. december 11. került adásba. Little Girl Lost című, eredetileg a New Worlds magazinban 1955-ben publikált elbeszélése a Night Gallery egyik epizódja részletének szolgált alapul. A forgatókönyvíró Stanford Whitmore, a rendező Timothy Galfras volt, az epizód 1972. március 1. került adásba a brit televízióban. 

## Munkái

### A Dumarest-saga (USA: Dumarest of Terra)
1. The Winds of Gath (1967) (átdolgozott változat Gath címmel 1968, 2010)
2. Derai (1968) (új kiadás The Death Zone címmel 2010)
3. Toyman (1969)
4. Kalin (1969)
5. The Jester at Scar (1970)
6. Lallia (1971)
7. Technos (1972)
8. Veruchia (1973)
9. Mayenne (1973)
10. Jondelle (1973)
11. Zenya (1974)
12. Eloise (1975)
13. Eye of the Zodiac (1975)
14. Jack of Swords (1976)
15. Spectrum of a Forgotten Sun (1976)
16. Haven of Darkness (1977)
17. Prison of Night (1977)
18. Incident on Ath (1978)
19. The Quillian Sector (1978)
20. Web of Sand (1979)
21. Iduna's Universe (1979)
22. The Terra Data (1980)
23. World of Promise (1980)
24. Nectar of Heaven (1981)
25. The Terridae (1981)
26. The Coming Event (1982)
27. Earth is Heaven (1982)
28. Melome (1983) (angol kiadás az Angado-val együtt Melome and Angado címmel 1988)
29. Angado (1984) (angol kiadás a Melome-val együtt Melome and Angado címmel 1988)
30. Symbol of Terra (1984) (angol kiadás a The Temple of Truth-tal együtt Symbol of Terra and The Temple of Truth címmel 1989)
31. The Temple of Truth (1985) (angol kiadás a Symbol of Terra-val együtt Symbol of Terra and The Temple of Truth címmel 1989)
32. The Return (1997) (1985-ben íródott, de az angol kiadás előtt csak francia nyelven jelent meg Le Retour címen 1992)
33. Child of Earth (2008)

- The Winds of Gath / Derai (1973) (omnibus kiadás The Winds of Gath 1967 és Derai 1968)
- Mayenne and Jondelle (1981) (omnibus kiadás Mayenne 1973 and Jondelle 1973)
- Dumarest of Terra Omnibus (2005) (omnibus kiadás The Winds of Gath 1967, Derai 1968, Toyman 1969 and Kalin 1969)

### Cap Kennedy sorozat (UK: F.A.T.E.)
Gregory Kern álnéven
1. Galaxy of the Lost (1973)
2. Slave Ship from Sergan (1973)
3. Monster of Metelaze (1973)
4. Enemy Within the Skull (1974)
5. Jewel of Jarhen (1974)
6. Seetee Alert! (1974)
7. The Gholan Gate (1974)
8. The Eater of Worlds (1974)
9. Earth Enslaved (1974)
10. Planet of Dread (1974)
11. Spawn of Laban (1974)
12. The Genetic Buccaneer (1974)
13. A World Aflame (1974)
14. The Ghosts of Epidoris (1975)
15. Mimics of Dephene (1975)
16. Beyond the Galactic Lens (1975)
17. The Galactiad (1983) (1976-ban íródott, de az angol előtt német nyelven jelent meg Das kosmische Duell címen, 1976)

### Alfa holdbázis sorozat
1. Breakaway (1975)
2. Collision Course (1975)
3. Alien Seed (1976)
4. Rogue Planet (1976)
5. Earthfall (1977) (a sorozat 25. évfordulójára átdolgozott változatban is megjelent, 2002)
6. Earthbound (2003)

### Malkar krónikái sorozat
1. Death God's Doom (1999)
2. The Sleeping City (1999)

### Egyéb sci-fi munkái

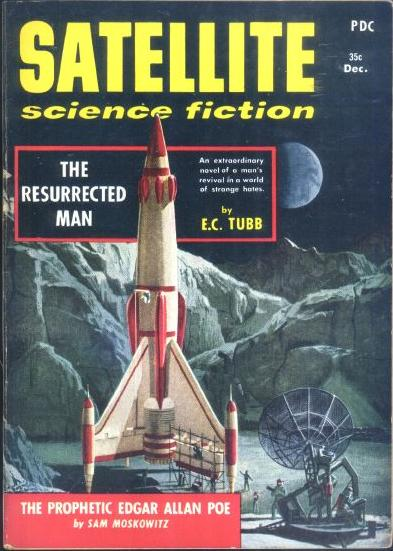
A Resurrected Man című Tubb-regény első, 1958-as amerikai megjelenése a Satellite Science Fiction magazinban

(a címek mellett az írói álnevek szerepelnek, ha Tubb így publikálta a kötetet)
- Saturn Patrol (1951), King Lang 
  - Saturn Patrol címmel is, E. C. Tubb (1996)
- Planetfall (1951), Gill Hunt
- Argentis (1952), Brian Shaw 
  - Argentis címen, átdolgozva, E. C. Tubb (1979)
- Alien Impact (1952)
- Alien Universe (1952), Volsted Gridban 
  - The Green Helix címmel is, E.C. Tubb (2009)
- Reverse Universe (1952), Volsted Gridban
- Atom War on Mars (1952)
- Planetoid Disposals Ltd. (1953), Volsted Gridban
- De Bracy's Drug (1953), Volsted Gridban 
  - De Bracy's Drug címen is, átdolgozva, E.C. Tubb (2004)
  - The Freedom Army címen is, E.C. Tubb (2009)
- Fugitive of Time (1953), Volsted Gridban
- The Wall (1953), Charles Grey név alatt
  - The Wall, átdolgozva, E.C. Tubb (1999, 2009)
- The Mutants Rebel (1953)
  - World in Torment címen is, (2008)
- Dynasty of Doom (1953), Charles Grey
- The Tormented City (1953), Charles Grey 
  - Secret of the Towers , átdolgozva, E.C. Tubb (2008)
- Space Hunger (1953), Charles Grey
  - Earth Set Free címen is, E.C. Tubb (1999)
  - The Price of Freedom címen is, E. C. Tubb (2008)
- I Fight for Mars (1953), Charles Grey
  - I Fight for Mars címen átdolgozva, E.C. Tubb (1998)
- Venusian Adventure (1953)
- Alien Life (1954)
- The Living World (1954), Carl Maddox
- The Extra Man (1954)
  - Fifty Days to Doom címen is, (2010)
- Menace from the Past (1954), Carl Maddox
- The Metal Eater (1954), Roy Sheldon
- Journey to Mars (1954)
- World at Bay (1954)
  - Tide of Death címen is, (2008)
- City of No Return (1954)
- Hell Planet (1954)
- The Resurrected Man (1954)
- The Stellar Legion (1954)
- The Hand of Havoc (1954), Charles Grey
- Enterprise 2115 (1954), Charles Grey
  - The Mechanical Monarch címen is, E. C. Tubb (1958)
- Alien Dust (1955)
- The Space-Born (1956)
- Touch of Evil (1957), Arthur Maclean
  - The Possessed címen alaposan átdolgozott kiadás, E. C. Tubb, (2005)
- Moon Base (1964)
- Death is a Dream (1967)
- The Life-Buyer (1967)
  - The Life Buyer címen átdolgozva, (2006)
- C.O.D. – Mars (1968)
  - Fear of Strangers címen átdolgozva, (2007)
- Escape into Space (1969)
- S.T.A.R. Flight (1969)
- Century of the Manikin (1972)
- The Primitive (1977)
- Death Wears a White Face (1979)
  - Dead Weight címen is, (2007)
- Stellar Assignment (1979)
- The Luck Machine (1980)
- Pawn of the Omphalos (1980)
  - Death God's Doom címen alaposan átdolgozott kiadás (1999)
- Stardeath (1983)
- Pandora's Box (1996) (1954-ben írt, csak ekkor publikált munka)
- Temple of Death (1996) (1954-ben írt, csak ekkor publikált munka)
- Alien Life (1998) (átírt, bővített változata az Alien Life című 1954-es munkának)
  - Journey into Terror címen is (2009)
- Alien Worlds (1999) (Alien Dust és az Alien Universe egy kötetben)
- Footsteps of Angels (2004) (1988-ban írt, csak ekkor publikált munka)
- Starslave (2010) (1984-ben írt, csak ekkor publikált munka)
- To Dream Again (2011)
- Fires of Satan (2012)

### Elbeszéléseinek gyűjteményes kiadásai
- Supernatural Stories 9 (1957), több álnév alatt
- Ten from Tomorrow (1966)
- A Scatter of Stardust (1972)
- Kalgan the Golden (1996)
- Murder in Space (1997)
- The Best Science Fiction of E.C. Tubb (2003)
- Mirror of the Night and Other Weird Tales (2003)
- The Wager: Science Fiction Mystery Tales (2011)
- The Ming Vase and Other Science Fiction Stories (2011)
- Enemy of the State: Fantastic Mystery Stories (2011)
- Tomorrow: Science Fiction Mystery Tales (2011)
- The Wonderful Day: Science Fiction Stories (2012)
- Only One Winner: Science Fiction Mystery Tales (2013)

### Magazinokban megjelent ismertebb novellái
- Freight (1953, Nebula 3)
- Subtle Victory (1953, Authentic Science Fiction 39. szám)
- The Inevitable Conflict (1954, Vargo Statten Science Fiction 1-3. szám)
- Forbidden Fruit (1954, Vargo Statten/British Science Fiction 4-6. szám)
- Star Haven (1954, Authentic Science Fiction 52. szám)
- Number Thirteen (1956, Authentic Science Fiction 69. szám), Douglas West
- The Big Secret (1956, Authentic Science Fiction 70. szám), Ken Wainwright
- The Give-Away Worlds (1956, Authentic Science Fiction 72. szám), Julian Cary
- Enemy of the State (1956, Authentic Science Fiction 74. szám), Ken Wainwright
- There's Only One Winner (1957, Authentic Science Fiction 81. szám), Nigel Lloyd
- The Touch of Reality (1958, Nebula 28. szám)
- Galactic Destiny (1959, SF Adventures 10. szám)
- Spawn of Jupiter (1970, Vision of Tomorrow 11. szám)

### Nem sci-fi írásai
- Assignment New York (1955), Mike Lantry
  - Assignment New York címen is, E. C. Tubb, (1996)
- The Fighting Fury (1955), Paul Schofield
  - The Fighting Fury, címen újra, Chuck Adams néven, (1962)
  - The Gold Seekers címen újra, E. C. Tubb, (2000)
- Comanche Capture (1955), E. F. Jackson
  - The Captive címen újra, E. F. Jackson, (2000)
  - The Captive címen újra, E. C. Tubb (2010)
- Sands of Destiny (1955), Jud Cary
  - Sands of Destiny címen újra, E.C. Tubb, (2009)
  - Sands of Destiny: A Novel of the French Foreign Legion címen újra, E.C. Tubb, (2011)
- Men of the Long Rifle (1955), J.F. Clarkson
  - The Pathfinders címen újra, Charles Grey (2000)
- Scourge of the South (1956) M.L. Powers
  - The Marauders címen újra, M.L. Powers (1960)
  - Scourge of the South címen újra, George Holt (2000)
- Vengeance Trail (1956), James Farrow
  - The Liberators címen újra, Brett Landry, (2000)
- Trail Blazers (1956), Chuck Adams
  - The Last Outlaw címen újra, Chuck Adams (1961)
  - Trail Blazers címen újra, Eric Storm (2000)
  - Trail Blazers címen újra, E.C. Tubb (2007)
- Quest for Quantrell (1956), John Stevens
  - Night Raiders címen újra, John Stevens, (1960)
  - Curse of Quantrill címen újra, Carl Maddox (2000)
- Drums of the Prairie (1956), P. Lawrence
  - The Red Lance címen újra, L.P. Eastern (1959)
  - The Dying Tree címen újra. Edward Thomson (2000)
- Men of the West (1956), Chet Lawson
  - Massacre Trail címen újra, Chuck Adams (1960)
  - Hills of Blood címen újra, Frank Weight (2000)
- Wagon Trail (1957), Charles S. Graham
  - Cauldron of Violence címen újra, Gordon Kent (2000)
  - Cauldron of Violence címen újra, E.C. Tubb (2010)
- Colt Vengeance (1957), James R. Fenner
  - Colt Law címen újra, Chuck Adams, (1962)
  - The First Shot címen újra, E.C. Tubb, (2000)

### The Gladiators-sorozat
Edward Thomson álnév alatt
1. Atilus the Slave (1975)
2. Atilus the Gladiator (1975)
3. Gladiator (1978)

### Képregények Tubb munkái alapján
- Hellfire Landing (Commando issue 5, 1961)
- Target Death (Combat Library issue 102, 1961)
- Lucky Strike (War Picture Library issue 124, 1961)
- Calculated Risk (Air Ace Picture Library issue 78, 1961)
- Too Tough to Handle (War Picture Library issue 134, 1962)
- The Dead Keep Faith (War Picture Library issue 140, 1962)
- The Spark of Anger (Battle Picture Library issue 52, 1962)
- Full Impact (Air Ace Picture Library issue 92, 1962)
- I Vow Vengeance (War at Sea Picture Library issue 7, 1962)
- One Must Die (Battle Picture Library issue 72, 1962)
- Gunflash (War Picture Library issue 157, 1962)
- Hit Back (Battle Picture Library issue 69, 1962)
- Suicide Squad (War Picture Library issue 172, 1962)
- No Higher Stakes (Battle Picture Library issue 89, 1963)
- Penalty of Fear (Thriller Picture Library issue 444, 1963)

### Fontosabb antológiák Tubb novelláival
- Gateway to the Stars (ed. John Carnell, 1955) – 'Unfortunate Purchase'
- SF: The Year's Greatest Science Fiction and Fantasy (ed. Judith Merril, 1956) – 'The Last Day of Summer'
- SF '59: The Year's Greatest Science Fiction and Fantasy (ed. Judith Merril, 1959) – 'Fresh Guy'
- The Vampire (ed. Ornella Volta and Valerio Riva, 1963) – 'Fresh Guy'
- The Year's Best SF: 9 (ed. Judith Merril, 1964) – 'The Ming Vase'
- Dimension 4 (ed. Groff Conklin, 1964) – 'Sense of Proportion'
- Best of New Worlds (ed. Michael Moorcock, 1965) – 'New Experience'
- Weird Shadows from Beyond (ed. John Carnell, 1965) – 'Fresh Guy'
- New Writings in SF 6 (ed. John Carnell, 1965) – 'The Seekers'
- The Year's Best SF: 11th (ed. Judith Merril, 1966) – 'J is for Jeanne'
- SF Reprise 1 (ed. Michael Moorcock, 1966) – 'New Experience'
- Window on the Future (ed. Douglas Hill, 1966) – 'Sense of Proportion'
- 9th Annual S-F (ed. Judith Merril, 1967) – 'The Ming Vase'
- The Devil His Due (ed. Douglas Hill, 1967) – 'Return Visit'
- More Tales of Unease (ed. John Burke (author)|John Burke, 1969) – 'Little Girl Lost'
- The Best of Sci-fi 12 (ed. Judith Merril, 1970) – 'J is for Jeanne'
- The Year's Best Horror Stories (ed. Richard Davis, 1971) – 'Lucifer!'
- New Writings in Horror and the Supernatural (ed. David Sutton, 1971) – 'The Winner'
- New Writings in SF 22 (ed. Kenneth Bulmer, 1973) – 'Evane'
- Space 1 (ed. Richard Davis, 1973) – 'Mistaken Identity'
- The 1974 Annual World's Best SF (ed. Donald Wollheim, 1974) – 'Evane'
- New Writings in SF 23 (ed. Kenneth Bulmer,1974) – 'Made to be Broken', 'Accolade'
- History of the Science Fiction Magazine 1946-1955 (ed. Mike Ashley, 1974) – 'The Wager'
- World's Best SF Short Stories 1 (ed. Donald Wollheim, 1975) – 'Evane'
- New Writings in SF 28 (ed. Kenneth Bulmer, 1976) – 'Face to Infinity'
- New Writings in SF 29 (ed. Kenneth Bulmer, 1976) – 'Random Sample'
- Best of British SF Vol. 2 (ed. Mike Ashley (writer)|Mike Ashley, 1977) – 'Trojan Horse'
- Strange Planets (ed. A. Williams-Ellis and M. Pearson, 1977) – 'Made to be Broken'
- New Writings in SF 30 (ed. Kenneth Bulmer, 1978) – 'Read Me This Riddle'
- Perilous Planets (ed. Brian Aldiss, 1978) – 'The Seekers'
- The Androids Are Coming (ed. Robert Silverberg, 1979) – 'The Captain's Dog'
- Wollheim's World of Best SF (ed. Donald Wollheim, 1979) – 'Evane'
- Heroic Fantasy (ed. Gerald Page and Hank Reinhardt, 1979) – 'Blood in the Mist'
- Pulsar 2 (ed. George Hay, 1979) – 'The Knife'
- Jewels of Wonder (ed. Mike Ashley, 1981) – 'Blood in the Mist'
- The Drabble Project (ed. Rob Meades and David B Wake, 1988) – 'As it Really Was', 'The Very Small Knife'
- Space Stories (ed. Mike Ashley, 1996) – 'The Bells of Acheron'
- Classical Stories: Heroic Tales from Ancient Greece and Rome (ed. Mike Ashley, 1996) – 'The Sword of Freedom'
- The New Random House Book of Science Fiction Stories (ed. Mike Ashley, 1997) – 'The Bells of Acheron'
- Fantasy Annual 1 (ed. Philip Harbottle and Sean Wallace, 1997) – 'Time and Again'
- Heroic Adventure Stories: From the Golden Age of Greece and Rome (ed. Mike Ashley, 1998) – 'The Sword of Freedom'
- Giant Book of Heroic Adventure Stories (ed. Mike Ashley, 1998) – 'The Sword of Freedom'
- The Iron God/Tomorrow Gryphon Double (ed. Philip Harbottle, 1998) – 'Tomorrow'
- Fantasy Annual 2 (ed. Philip Harbottle and Sean Wallace, 1998) – 'Gift Wrapped'
- Fantasy Annual 3 (ed. Philip Harbottle and Sean Wallace, 1999) – 'Fallen Angel'
- Gryphon Science Fiction and Fantasy Reader 1 (ed. Philip Harbottle, 1999) – 'Talk Not at All'
- Fantasy Annual 4 (ed. Philip Harbottle and Sean Wallace, 2000) – 'Afternoon'
- Fantasy Quarterly 1 (ed. Philip Harbottle, 2001) – 'The Inevitable Conflict'
- Fantasy Adventures 1 (ed. Philip Harbottle, 2002) – 'Child of Earth'
- Fantasy Adventures 2 (ed. Philip Harbottle, 2002) – 'Figona', 'Emergency Exit'
- Fantasy Annual 5 (ed. Philip Harbottle and Sean Wallace, 2003) – 'Lazarus'
- Fantasy Adventures 3 (ed. Philip Harbottle, 2003) – 'Illusion'
- Fantasy Adventures 4 (ed. Philip Harbottle, 2003) – 'The Greater Ideal'
- Fantasy Adventures 5 (ed. Philip Harbottle, 2003) – 'The Answer'
- Fantasy Adventures 6 (ed. Philip Harbottle, 2003) – 'Food for Friendship'
- Fantasy Adventures 7 (ed. Philip Harbottle, 2003) – 'Sell Me a Dream'
- Mammoth Book of New Terror (ed. Stephen Jones, 2004) – 'Mirror of the Night'
- Fantasy Adventures 8 (ed. Philip Harbottle, 2004) – 'Jackpot'
- Fantasy Adventures 9 (ed. Philip Harbottle, 2004) – 'Spawn of Jupiter'
- Fantasy Adventures 10 (ed. Philip Harbottle, 2004) – 'The Dilettantes'
- Fantasy Adventures 11 (ed. Philip Harbottle, 2004) – 'Agent'
- Fantasy Adventures 12 (ed. Philip Harbottle, 2006) – '2up You Go'
- Space:1999 – Shepherd Moon (ed. Mateo Latosa, 2010) – 'Dead End'

## Magyarul
- Elszakadás; ford. Hoppán Eszter; Valhalla Páholy, Bp., 1993

## Külső hivatkozások
- Tubb honlapja, archivált változat
- Tubb fansite, archivált változat
- Tubb munkáinak felsorolása a Library of Congress oldalán
- Az Elszakadás című regény magyar nyelvű értékelése

## Fordítás
- Ez a szócikk részben vagy egészben  az   Edwin Charles Tubb című angol Wikipédia-szócikk ezen változatának fordításán alapul.  Az eredeti cikk szerkesztőit annak laptörténete sorolja fel. Ez a jelzés csupán a megfogalmazás eredetét és a szerzői jogokat jelzi, nem szolgál a cikkben szereplő információk forrásmegjelöléseként.